# Copa México
La Copa México, actualmente conocida como Copa MX, es un torneo oficial de fútbol disputado entre clubes de México. Se juega un torneo por año futbolístico iniciando en julio y terminando en abril, en él participan clubes de la Primera División y de la Liga de Ascenso. Fue instituido en 1932 por la Federación Mexicana de Fútbol para sustituir a los múltiples torneos coperos organizados al final de cada campaña de liga, de los cuales solo dos habían tenido el respaldo y reconocimiento, primero de la extinta Asociación de Aficionados y luego de la Federación fundada en 1922: La Copa Tower (1907-1921) y la Copa Eliminatoria (1921-1926).
La gran diferencia con los torneos de liga, era su sistema de competencia a eliminación directa, precedido de rondas grupales y coronadas con finales emotivas, llenas de colorido, festividad y revestidas con la presencia de federativos, directivos y en ocasiones del Presidente de la República (incluso el torneo llegó a llamarse Copa Presidente).
En su momento llegó a ser considerado un torneo de igual nivel y expectativa que el Campeonato de Liga, los clubes participantes, federativos, prensa y aficionados daban igual valor y seriedad a ambos títulos, y era visto como la oportunidad de reparar una mala temporada en la Liga. Sin embargo con el paso de los años el torneo perdió seriedad y regularidad; con constantes cambios de formato (eliminación directa, sistema de liga, rondas de grupos por ubicación geográfica, partidos únicos, etc.), así como suspensiones (la primera entre 1976 y 1988, la segunda entre 1992 y 1994, y la tercera de 1997 a 2012) y problemas de calendario (se jugó antes, durante y después del torneo de liga en varias ocasiones, lo más común fue después de este; con el nacimiento de la liguilla se acostumbró al final de la primera vuelta).

## Historia
El primer ancestro de la Copa México se inició en 1907 gracias a la donación de la llamada Copa Tower por parte del señor Reginald Tower, en ese entonces embajador de Reino Unido en México. Dicho torneo solo incorporaba clubes del área de la Ciudad de México y alrededores, el primer equipo en obtener el título fue el Pachuca.
En 1919 el Real Club España se adjudicó el trofeo Copa Tower de por vida, por lo que la liga de la Primera Fuerza donó otro trofeo, que se denominó Copa Eliminatoria.
Con la fundación en 1922 de la Federación Mexicana de Fútbol se dio una tercera donación de un trofeo en 1932, por lo que el torneo pasó a llamarse Copa México. Esta surgió gracias al apoyo recibido por el entonces presidente de México Abelardo L. Rodríguez. La primera Copa México la ganó el Club Necaxa en 1932-33, misma temporada donde ganó la liga, por lo que consiguió el primer doblete de la historia. Durante el torneo los equipos tenían la obligación de debutar a nuevos elementos y árbitros.
En abril de 1943 se llevó a cabo una reunión entre dirigentes del fútbol mexicano, en donde se acordó profesionalizar el balompié nacional, es así que la Copa México 1942-43 fue la primera edición del torneo bajo este nuevo estatus al disputarse entre el 30 de mayo de 1943 y el 19 de septiembre del mismo año; tras la disolución de la Selección Jalisco, en esta copa participaron por primera vez el Guadalajara y Atlas, además del A.D.O y Veracruz.
En la temporada 1944-45, Puebla fue el mejor debutante en Primera División de la historia, no solo por haber sido subcampeón en la liga, sino por haber ganado el título de Copa al vencer 6-4 en la final a América.
El sistema de competencia a eliminación directa, que castigaba una mala tarde o un mal desempeño en una serie ida y vuelta de equipos grandes, o que beneficiaba un momento de buen fútbol a equipo chicos, dificultó en la mayoría de las ocasiones que un club con gran actuación en la liga, pudiera lograr lo mismo en la Copa, y más difícil resultó aún la posibilidad de ganar ambos torneos, situación que solo ocurrió en cinco ocasiones.
En la temporada 1948-49, el Club León se convirtió en el tercero en ganar ambos torneos (Liga y Copa) y el primero en ostentar el título de Campeonísimo. Esto considerando que cuando Necaxa y Asturias lograron el doblete en los años treinta, el trofeo de Campeón de Campeones (y la definición de Campeonísimo para quien lograra el doblete) no existía.
La misma alta competencia generada por el sistema, impidió en varias ocasiones que un equipo lograra el bicampeonato, cosa que solo ocurrió cuatro veces. Sobresaliendo el caso del Asturias que lograra el único tricampeonato de la historia entre 1939 y 1941; periodo en el que también obtuvo el doblete (1938-39). El segundo bicampeón fue el Atlante, ganador de las temporadas 1950-51 y 1951-52.
El América, logró el bicampeonato de la Copa México en los torneos 1953-54 y 1954-55, al vencer en ambas finales al Guadalajara, sobresaliendo la primera en la que en una serie de penales emotiva (ejecutados por un solo jugador por equipo) los entonces "Canarios" se impusieron 3-2 a "Chivas", en lo que algunos consideran fue el origen del Clásico de Clásicos dada la intensidad y rivalidad que generaron ambos partidos finales.
El Campeonísimo Guadalajara no pudo reflejar en el torneo de Copa su dominio y éxito de la Liga, ya que en esa época dorada solo pudo obtener en dos ocasiones el campeonato, en las temporadas 1962-63 y 1969-70, en esta última conquistó los dos títulos y se proclamó Campeonísimo derrotando en la final al Torreón FC el segundo equipo recién ascendido en llegar al final de Copa (Tampico FC lo logró en 1959/60 y la perdió frente a Necaxa). En 1966-67 Guadalajara perdió la final ante León.
El América ganó el penúltimo bicampeonato en la historia de la Copa México en las temporadas 1963-64 y 1964-65
Cruz Azul se convirtió en el segundo Campeonísimo de la historia en la temporada 1968-69 al vencer a Monterrey 2-1 en tiempos extras.
Con el paso de los años, la Copa fue perdiendo seriedad y regularidad. La liguilla y el aumento de equipos en Primera que pasó de 16 a 18 en 1970 y a 20 en 1974, con el consecuente incremento de partidos de temporada regular, apretaron el calendario en perjuicio de la competencia, por lo que empezó a jugarse en un periodo corto entre la primera y la segunda vuelta con sistemas que iban desde el grupo único hasta partidos únicos de eliminación. En 1976 fue suspendido totalmente para permitir un calendario más holgado.
En 1988 resurgió el torneo, pero el paso de los años, la expectativa generada por la liguilla y el poco interés de aficionados, prensa y equipos hicieron de este torneo una especie de ventana para el debut de jóvenes, o de partidos de preparación para la Liga. Lo que siginifico en la baja de juego y poca asistencia a los estadios.
Puebla en 1989-90 y Club Necaxa en 1994-95 fueron los últimos equipos en ganar el doblete y ser reconocidos como Campeonísimos
Tigres UANL ganó el campeonato de Copa en 1995-96, en el mes de marzo y en junio descendió a Primera A.
Después de la temporada 1995-96 los torneos largos dejaron de existir en México y se adoptó un formato de torneos cortos (Verano-Invierno), con un sistema de clasificación basado en grupos y una liguilla final. Fue así, que el espectáculo que ofrecía la copa utilizando el formato "round robin" (Todos contra todos) empezó a perder el interés de la afición. Esto combinado con factores como la poca cobertura de expectativas deportivas y económicas hizo que el torneo fuera en decadencia.
En 1997 se informa que se le ha dado la oportunidad a México para que participara en la Copa Libertadores en su edición del año 1998, lo que llevó a que el torneo de Copa mexicano llegará a su fin, pues la agenda para los equipos Mexicanos sería demasiada apretada, atendiendo compromisos de 2 confederaciones, Concacaf y la CONMEBOL.
El Torneo no se jugaba desde entonces, pero para la temporada 2012-13, el torneo de Copa es resucitado bajo un nuevo formato y el nombre de Copa MX, jugándose un torneo durante el Torneo Apertura 2012 y otro durante el Torneo Clausura 2013, durante el Apertura participando 28 equipos (14 de Primera División y 14 de la Liga de Ascenso), y durante el Clausura 24 equipos (11 de Primera División y 13 de la Liga de Ascenso ).
Dorados de Sinaloa se proclamó campeón del Apertura 2012, derrotando a Correcaminos UAT en tanda de penales 7-6, tras empatar a 2 goles en tiempo reglamentario, siendo así el primer campeón procedente de una Segunda división profesional en México (Ascenso MX) en ganar la Copa (en 1970, el Torreón había sido el único club de Segunda División que llegó a la final), y el primero bajo este nuevo formato. A su vez, los Dorados consiguieron el primer título mayor en su historia, ya que sus otros títulos que ostentan son de segunda división.
Cruz Azul se coronó como visitante del torneo Clausura 2013, al derrotar al Atlante en serie de penales por 4-2. Para el cuadro cementero, el ganar la Copa significó romper un ayuno de 15 años sin ganar ningún título.
Debido a los cambios en las reglas de competencia de la Copa MX, en 2013 se implementó la Supercopa MX, un torneo en donde los campeones de la Copa MX de los torneos de Apertura y Clausura de un mismo año futbolístico se enfrentarán por un boleto a la Copa Libertadores otorgando el cupo de "México 3". Sin embargo, en 2017 los equipos mexicanos dejaron de participar en dicha competencia.
Para el Apertura 2016, el formato del torneo cambió y ahora se disputa con 8 grupos de 3 equipos cada uno, a la fase final clasifican los primeros dos de cada grupo, y ahora la fase final comienza desde la ronda de octavos de final, a partido único en el estadio del equipo mejor posicionado en la tabla general.
En mayo de 2019 se estableció que a partir de la edición 2019-2020 el torneo pasa a disputarse en formato anual, con la fase de grupos jugándose entre los meses de julio y diciembre, mientras que a partir de enero se desarrollará la fase final. La edición 2020-21 fue cancelada debido a la pandemia de COVID-19, la cual provocó que se le diera preferencia en el calendario a los juegos de la selección mexicana y la consecuente falta de fechas disponibles para la celebración de la copa.

## Sistema de competencia
A partir de su fundación uso el tradicional sistema de eliminación directa, que caracteriza a los certámenes de este tipo. En las ediciones de 1943, 1944 y 1945, se distribuyeron por primera vez los participantes en grupos, no hubo éxito y de inmediato regresaron a la eliminatoria directa. Nuevos directivos llegaron y retomaron formar sectores nuevamente en tres campañas consecutivas: 1952, 1953 y 1954, con resultados muy parecidos a los anteriores; se habló entonces de suspenderlo, pero no, se volvió a las series con partidos de ida y vuelta.
A falta de fútbol con la preparación de la selección mexicana que participó en la Copa del Mundo de 1962, se decidió regresar al formato grupal para llenar fechas libres. La idea fue muy aceptada y, de hecho, ocho de los siguientes 13 torneos se disputaron de igual forma, desgastando al público con poco fútbol y falta de interés de los entrenadores, hasta que en 1976 abortó el proyecto.
El certamen se restituyó en 1987, disputándose solamente cinco temporadas al no ser costeable. Volvió por tercera vez en 1994, nada más con tres versiones, y por las mismas razones anteriores, desapareció. En todas ellas con rondas grupales e incluyendo a equipos de la recién formada Primera División "A". Tal como ocurrió en la edición de 1964-65 cuando participaron equipos de la Segunda División.
A partir de la edición 2019-2020, participan los equipos de la Liga MX (los 15 mejores clasificados en la Tabla General de la edición anterior de la Liga MX, descontando a los que participan en la Liga de Campeones de Concacaf) y Ascenso MX (los 12 mejores clasificados en la tabla general de la edición anterior del torneo regular).
Se compone de 2 fases. La primera será una fase de grupos con 9 grupos de 3 equipos cada uno, que disputarán 7 jornadas en las que cada equipo jugará 4 partidos, 2 en casa y 2 como visitante. Los campeones de cada grupo más los 7 mejores segundos pasarán a una fase de playoff con octavos, cuartos, semifinal y final con sistema de doble partido y desempate de marcador global con penaltis.

## Historial
| Edición         | Campeón            | Resultado     | Subcampeón          | D.T. Campeón              | Sede final             | Nota(s)                                         |
| Copa México     | Copa México        | Copa México   | Copa México         | Copa México               | Copa México            | Copa México                                     |
| --------------- | ------------------ | ------------- | ------------------- | ------------------------- | ---------------------- | ----------------------------------------------- |
| 1932-33         | C. Necaxa          | 3-1           | Germania F. V.      | Alfred C. Crowle          | Parque Necaxa          | Época amateur                                   |
| 1933-34         | C. F. Asturias     | 3-0           | C. Necaxa           |                           | Parque España          | Época amateur                                   |
| 1934-35         | No se disputó      | No se disputó | No se disputó       | No se disputó             | No se disputó          | Época amateur                                   |
| 1935-36         | C. Necaxa          | 2-1           | C. F. Asturias      | Ernesto Pauler            | Parque Asturias        | Época amateur                                   |
| 1936-37         | C. F. Asturias     | 5-3           | C. América          |                           | Parque Necaxa          | Época amateur                                   |
| 1937-38         | C. América         | 3-1           | R. C. España        | Rafael Garza Gutiérrez    | Parque Asturias        | Época amateur                                   |
| 1938-39         | C. F. Asturias     | 4-1           | R. C. España        | José Ramón Ballina        | Parque Necaxa          | Época amateur                                   |
| 1939-40         | C. F. Asturias     | 1-0           | C. Necaxa           | José Ramón Ballina        | Parque Asturias        | Época amateur                                   |
| 1940-41         | C. F. Asturias     | 2-2           | R. C. España        | José Ramón Ballina        | Parque Asturias        | Época amateur                                   |
| 1941-42         | C. F. Atlante      | 5-3 / 5-0     | C. Necaxa           | Luis Grocz                | Parque Asturias        | Época amateur                                   |
| 1942-43         | U. D. Moctezuma    | 5-3           | C. F. Atlante       | Eduardo Morilla           | Parque Asturias        | Inicio de la época profesional                  |
| 1943-44         | R. C. España       | 6-2           | C. F. Atlante       | Rodolfo Muñoz             | Parque Asturias        |                                                 |
| 1944-45         | C. Puebla          | 6-4           | C. América          | Eduardo Morilla           | Parque Asturias        |                                                 |
| 1945-46         | Atlas F. C.        | 5-4           | C. F. Atlante       | Eduardo Valdatti          | Parque Asturias        |                                                 |
| 1946-47         | U. D. Moctezuma    | 4-3           | C. D. Oro           | Julio Kaiser              | Ciudad de los Deportes |                                                 |
| 1947-48         | C. D. Veracruz     | 3-1           | C. D. Guadalajara   | Joaquín Urquiaga          | Ciudad de los Deportes |                                                 |
| 1948-49         | C. León            | 3-0           | C. F. Atlante       | José María Casullo        | Ciudad de los Deportes |                                                 |
| 1949-50         | Atlas F. C.        | 3-1           | C. D. Veracruz      | Eduardo Valdatti          | Ciudad de los Deportes |                                                 |
| 1950-51         | C. F. Atlante      | 1-0           | C. D. Guadalajara   | Octavio Vial              | Ciudad de los Deportes |                                                 |
| 1951-52         | C. F. Atlante      | —             | C. D. Guadalajara   | Gregorio Blasco           | Ciudad de los Deportes | Campeón por puntos en grupo final               |
| 1952-53         | C. Puebla          | 4-1           | C. León             | Isidro Langara            | Ciudad de los Deportes |                                                 |
| 1953-54         | C. América         | 1-1 (3-2 p.)  | C. D. Guadalajara   | Octavio Vial              | Ciudad de los Deportes |                                                 |
| 1954-55         | C. América         | 1-0           | C. D. Guadalajara   | Octavio Vial              | Ciudad de los Deportes |                                                 |
| 1955-56         | C. D. Toluca       | 2-1           | C. Irapuato         | Fernando Marcos           | Ciudad de los Deportes |                                                 |
| 1956-57         | C. A. Zacatepec    | 1-0           | C. León             | Ignacio Trelles           | Ciudad de los Deportes |                                                 |
| 1957-58         | C. León            | 5-2           | C. A. Zacatepec     | Antonio López Herranz     | Ciudad de los Deportes |                                                 |
| 1958-59         | C. A. Zacatepec    | 1-0           | C. León             | Ignacio Trelles           | Ciudad de los Deportes |                                                 |
| 1959-60         | C. Necaxa          | 2-2 (10-9 p.) | C. D. Tampico       | Donaldo Ross              | Olímpico Universitario |                                                 |
| 1960-61         | C. D. Tampico      | 1-0           | C. D. Toluca        | Nicolás Palma             | Olímpico Universitario |                                                 |
| 1961-62         | Atlas F. C.        | 3-3 / 1-0     | C. D. Tampico       | José Carlos Bauer         | Olímpico Universitario |                                                 |
| 1962-63         | C. D. Guadalajara  | 2-1           | C. F. Atlante       | Javier De la Torre        | Olímpico Universitario |                                                 |
| Copa Presidente |                    |               |                     |                           |                        |                                                 |
| 1963-64         | C. América         | 1-1 (5-4 p.)  | C. F. Monterrey     | Alejandro Scopelli        | Olímpico Universitario | Se jugó también con equipos de Segunda División |
| 1964-65         | C. América         | 4-0           | Monarcas Morelia    | Alejandro Scopelli        | Olímpico Universitario |                                                 |
| 1965-66         | C. Necaxa          | 3-3 / 1-0     | C. León             | Miguel Marin              | Olímpico Universitario |                                                 |
| 1966-67         | C. León            | 2-1           | C. D. Guadalajara   | Luis Grill                | Azteca                 |                                                 |
| 1967-68         | Atlas F. C.        | 2-1           | C. D. Veracruz      | Javier Novello            | Azteca                 |                                                 |
| 1968-69         | Cruz Azul F. C.    | 2-1           | C. F. Monterrey     | Raúl Cárdenas             | Azteca                 |                                                 |
| 1969-70         | C. D. Guadalajara  | 2-1 / 3-2     | C. F. Torreón       | Jesús Ponce               | Jalisco                |                                                 |
| Copa México     |                    |               |                     |                           |                        |                                                 |
| 1970-71         | C. León            | 0-0 (10-9 p.) | C. A. Zacatepec     | Antonio Carbajal          | Azteca                 |                                                 |
| 1971-72         | C. León            | —             | C. A. Zacatepec     | Antonio Carbajal          |                        | Campeón por puntos en grupo final               |
| 1972-73         | No se disputó      | No se disputó | No se disputó       | No se disputó             | No se disputó          |                                                 |
| 1973-74         | C. América         | 2-1 / 1-1     | Cruz Azul F. C.     | José Antonio Roca         | Azteca                 |                                                 |
| 1974-75         | C. Universidad     | —             | Leones Negros UDG   | Arpad Fekete              |                        | Campeón por puntos en grupo final               |
| 1975-76         | Tigres UANL        | 2-0 / 1-2     | C. América          | Claudio Lostanau          | Universitario          |                                                 |
| 1976-87         | No se disputó      | No se disputó | No se disputó       | No se disputó             | No se disputó          |                                                 |
| 1987-88         | C. Puebla          | 0-0 / 1-1     | Cruz Azul F. C.     | Hugo Fernández            | Cuauhtémoc             | Se definió por gol de visitante                 |
| 1988-89         | C. D. Toluca       | 2-0 / 1-1     | Leones Negros UDG   | Héctor Sanabria           | Toluca 70/86           |                                                 |
| 1989-90         | C. Puebla          | 0-2 / 4-1     | Tigres UANL         | Manuel Lapuente           | Cuauhtémoc             |                                                 |
| 1990-91         | Leones Negros UDG  | 1-0 / 0-0     | C. América          | Alberto Guerra            | Azteca                 |                                                 |
| 1991-92         | C. F. Monterrey    | 4-2           | C. F. Cobras        | Miguel Mejía Barón        | Tecnológico            |                                                 |
| 1992-94         | No se disputó      | No se disputó | No se disputó       | No se disputó             | No se disputó          |                                                 |
| 1994-95         | C. Necaxa          | 2-0           | C. D. Veracruz      | Manuel Lapuente           | Cuauhtémoc             |                                                 |
| 1995-96         | Tigres UANL        | 1-1 / 1-0     | Atlas F. C.         | Víctor Manuel Vucetich    | Jalisco                |                                                 |
| 1996-97         | Cruz Azul F. C.    | 2-0           | Toros Neza          | Víctor Manuel Vucetich    | 10 de diciembre        |                                                 |
| 1997-2012       | No se disputó      | No se disputó | No se disputó       | No se disputó             | No se disputó          |                                                 |
| Copa MX         |                    |               |                     |                           |                        |                                                 |
| APR. 2012       | Dorados de Sinaloa | 2-2 (5-4 p.)  | Correcaminos UAT    | Francisco Ramírez         | Marte R. Gómez         |                                                 |
| CLA. 2013       | Cruz Azul F. C.    | 0-0 (4-2 p.)  | C. F. Atlante       | Guillermo Vázquez Herrera | Andrés Quintana Roo    |                                                 |
| APR. 2013       | Monarcas Morelia   | 3-3 (3-1 p.)  | Atlas F. C.         | Carlos Bustos             | Morelos                |                                                 |
| CLA. 2014       | Tigres UANL        | 3-0           | Alebrijes de Oaxaca | Ricardo Ferretti          | Universitario          |                                                 |
| APR. 2014       | C. Santos Laguna   | 2-2 (4-2 p.)  | C. Puebla           | Pedro Caixinha            | Nuevo Corona           |                                                 |
| CLA. 2015       | C. Puebla          | 4-2           | C. D. Guadalajara   | José Guadalupe Cruz       | Olímpico de la BUAP    |                                                 |
| APR. 2015       | C. D. Guadalajara  | 1-0           | C. León             | Matías Almeyda            | León                   |                                                 |
| CLA. 2016       | C. D. Veracruz     | 4-1           | C. Necaxa           | Carlos Reinoso            | Luis "Pirata" Fuente   |                                                 |
| APR. 2016       | Querétaro F. C.    | 0-0 (3-2 p.)  | C. D. Guadalajara   | Víctor Manuel Vucetich    | Corregidora            |                                                 |
| CLA. 2017       | C. D. Guadalajara  | 0-0 (3-1 p.)  | Monarcas Morelia    | Matías Almeyda            | Chivas                 |                                                 |
| APR. 2017       | C. F. Monterrey    | 1-0           | C. F. Pachuca       | Antonio Mohamed           | BBVA Bancomer          |                                                 |
| CLA. 2018       | C. Necaxa          | 1-0           | C. D. Toluca        | Ignacio Ambriz            | Victoria               |                                                 |
| APR. 2018       | Cruz Azul F. C.    | 2-0           | C. F. Monterrey     | Pedro Caixinha            | BBVA Bancomer          |                                                 |
| CLA. 2019       | C. América         | 1-0           | F. C. Juárez        | Miguel Herrera            | Olímpico Benito Juárez |                                                 |
| 2019-20         | C. F. Monterrey    | 1-0 / 1-1     | C. Tijuana          | Antonio Mohamed           | BBVA                   |                                                 |
| 2020-24         | No se disputó      | No se disputó | No se disputó       | No se disputó             | No se disputó          |                                                 |

## Palmarés
Palmarés de los equipos a partir de la época profesional.
| Club                    | Títulos | Subtítulos | Años de los campeonatos              | Años de los subcampeonatos                         |
| ----------------------- | ------- | ---------- | ------------------------------------ | -------------------------------------------------- |
| C. América              | 6       | 3          | 1954, 1955, 1964, 1965, 1974, C-2019 | 1945, 1976, 1991                                   |
| C. León                 | 5       | 5          | 1949, 1958, 1967, 1971, 1972         | 1953, 1957, 1959, 1966, A-2015                     |
| C. Puebla               | 5       | 1          | 1945, 1953, 1988, 1990, C-2015       | A-2014                                             |
| C. D. Guadalajara       | 4       | 8          | 1963, 1970, A-2015, C-2017           | 1948, 1951, 1952, 1954, 1955, 1967, C-2015, A-2016 |
| Atlas F. C.             | 4       | 2          | 1946, 1950, 1962, 1968               | 1996, A-2013                                       |
| Cruz Azul F. C.         | 4       | 2          | 1969, 1997, C-2013, A-2018           | 1974, 1988                                         |
| C. Necaxa               | 4       | 1          | 1960, 1966, 1995, C-2018             | C-2016                                             |
| C. F. Monterrey         | 3       | 3          | 1992, A-2017, 2020                   | 1964, 1969, A-2018                                 |
| Tigres U. A. N. L.      | 3       | 1          | 1976, 1996, C-2014                   | 1990                                               |
| C. F. Atlante           | 2       | 6          | 1951, 1952                           | 1943, 1944, 1946, 1949, 1963, C-2013               |
| C. D. Veracruz          | 2       | 3          | 1948, C-2016                         | 1950, 1968, 1995                                   |
| C. A. Zacatepec         | 2       | 3          | 1957, 1959                           | 1958, 1971, 1972                                   |
| C. D. Toluca            | 2       | 2          | 1956, 1989                           | 1961, C-2018                                       |
| U. D. Moctezuma         | 2       | –          | 1943, 1947                           |                                                    |
| C. D. Tampico           | 1       | 2          | 1961                                 | 1960, 1962                                         |
| Leones Negros U. de G.  | 1       | 2          | 1991                                 | 1975, 1989                                         |
| C. A. Monarcas Morelia  | 1       | 2          | A-2013                               | 1965, C-2017                                       |
| R. C. España            | 1       | –          | 1944                                 |                                                    |
| C. Universidad Nacional | 1       | –          | 1975                                 |                                                    |
| Dorados de Sinaloa      | 1       | –          | A-2012                               |                                                    |
| C. Santos Laguna        | 1       | –          | A-2014                               |                                                    |
| Querétaro F. C.         | 1       | –          | A-2016                               |                                                    |
| C. D. Oro               | –       | 1          |                                      | 1947                                               |
| C. Irapuato             | –       | 1          |                                      | 1956                                               |
| C. F. Torreón           | –       | 1          |                                      | 1970                                               |
| C. F. Cobras            | –       | 1          |                                      | 1992                                               |
| Toros Neza              | –       | 1          |                                      | 1997                                               |
| Correcaminos U. A. T.   | –       | 1          |                                      | A-2012                                             |
| Alebrijes de Oaxaca     | –       | 1          |                                      | C-2014                                             |
| C. F. Pachuca           | –       | 1          |                                      | A-2017                                             |
| F. C. Juárez            | -       | 1          |                                      | C-2019                                             |
| C. Tijuana              | -       | 1          |                                      | 2020                                               |

## Estadísticas

### Clasificación histórica
Para la clasificación completa véase Clasificación histórica de la Copa México
A continuación se muestra la clasificación histórica a partir de la época profesional. De la temporada 1942-43 a la 1994-95 se otorgaron 2 puntos por victoria, y a partir de 1995-96, 3 puntos. En las ediciones de 1971-72 y 1996-97, en caso de empate, todos los encuentros de fase grupal tuvieron una ronda de penales, a cuyo ganador se le otorgaba un punto extra, sin embargo, en esta tabla solo se contabilizan los empates de ambas temporadas. Entre la edición de Apertura 2012 y la de Clausura 2016, se otorgó un punto extra al equipo que ganó la llave o serie contra un mismo rival dentro de la fase de grupos, dicho punto extra no se contabiliza en esta tabla.
| Pos |  | Club              | PJ  | PG  | PE | PP  | GF  | GC  | Dif. | Puntos |
| --- |  | ----------------- | --- | --- | -- | --- | --- | --- | ---- | ------ |
| 1   |  | C. D. Guadalajara | 304 | 144 | 67 | 93  | 492 | 387 | 105  | 409    |
| 2   |  | C. América        | 260 | 124 | 62 | 74  | 454 | 349 | 105  | 344    |
| 3   |  | C. D. Toluca      | 237 | 112 | 60 | 65  | 386 | 294 | 92   | 319    |
| 4   |  | C. F. Monterrey   | 220 | 106 | 49 | 65  | 379 | 294 | 85   | 311    |
| 5   |  | C. León           | 242 | 112 | 54 | 76  | 416 | 335 | 81   | 311    |
| 6   |  | Atlas F. C.       | 266 | 101 | 62 | 103 | 415 | 413 | 2    | 301    |
| 7   |  | C. Puebla         | 220 | 88  | 66 | 66  | 335 | 301 | 34   | 278    |
| 8   |  | C. Necaxa         | 231 | 91  | 54 | 86  | 359 | 341 | 18   | 272    |
| 9   |  | C. F. Atlante     | 267 | 95  | 60 | 112 | 374 | 408 | -34  | 272    |
| 10  |  | Cruz Azul F. C.   | 188 | 93  | 43 | 52  | 286 | 203 | 83   | 271    |

### Participaciones de clubes
Se enumeran los equipos que han participado en más ediciones a partir de la época profesional.
| Pos | Club              | Participaciones |
| --- | ----------------- | --------------- |
| 1   | C. F. Atlante     | 52              |
| 2   | C. D. Guadalajara | 52              |
| 3   | Atlas F. C.       | 52              |
| 4   | C. América        | 47              |
| 5   | C. León           | 46              |
| 6   | C. Necaxa         | 43              |
| 7   | C. D. Veracruz    | 42              |
| 8   | C. D. Toluca      | 40              |
| 9   | C. Puebla         | 39              |
| 10  | C. F. Monterrey   | 36              |

### Campeones de goleo
Se enlistan los máximos goleadores por edición a partir de la época profesional. Destacan Árturo Chávez y Cabinho, quienes son los máximos anotadores en una campaña con 15 tantos. Solo Alberto Etcheverry, Javier Valdivia, Carlos Hermosillo y Carlos Andrés Sánchez lograron repetir consecutivamente como mayores anotadores, convirtiéndose así en bicampeones de goleo.
| \| Temporada \| Nombre[30] \| Equipo \| Goles \| \| --------- \| ---------------------------------------------------------------------------------------- \| ------------------------------------------------------------------------- \| ----- \| \| 1942-43 \| Horacio Casarín[31] \| C. F. Atlante \| 11 \| \| 1943-44 \| Octavio Vial Diego Martínez Enrique Pradere José Miguel Díez Pablo González Saldaña \| C. América C. D. Guadalajara A. D. O. C. D. Veracruz C. D. Guadalajara \| 5 \| \| 1944-45 \| Arturo Chávez \| C. Puebla \| 15 \| \| 1945-46 \| Norberto Pairoux \| Atlas F. C. \| 9 \| \| 1946-47 \| Julio Ayllón \| U. D. Moctezuma \| 5 \| \| 1947-48 \| Max Prieto \| C. D. Guadalajara \| 5 \| \| 1948-49 \| José Luis Rivera \| C. D. Oro \| 4 \| \| 1949-50 \| José Mercado \| Atlas F. C. \| 5 \| \| 1950-51 \| Raúl Altuve \| C. D. Tampico \| 5 \| \| 1951-52 \| Jesús Ponce \| C. D. Guadalajara \| 6 \| \| 1952-53 \| Edwin Cubero \| C. Puebla \| 10 \| \| 1953-54 \| Juan José Olivero \| C. León \| 7 \| \| 1954-55 \| Salvador Reyes \| C. D. Guadalajara \| 5 \| \| 1955-56 \| Juan Carlos Carrera \| Atlas F. C. \| 7 \| \| 1956-57 \| Juan Fuentes \| C. León \| 5 \| \| 1957-58 \| Alberto Etcheverry \| C. León \| 7 \| \| 1958-59 \| Alberto Etcheverry \| C. León \| 11 \| \| 1959-60 \| Ricardo Bonelli \| C. D. Tampico \| 8 \| \| 1960-61 \| Carlos Carus \| C. D. Toluca \| 7 \| \| 1961-62 \| Jesús Marrón Jaime Belmonte \| C. D. Tampico C. Irapuato \| 6 \| \| 1962-63 \| Salvador Reyes \| C. D. Guadalajara \| 5 \| \| 1963-64 \| Javan Marinho Antonio Munguía Jaime Belmonte \| C. F. Monterrey C. Necaxa C. Irapuato \| 7 \| \| 1964-65 \| Carlos Miloc \| Monarcas Morelia \| 6 \| \| 1965-66 \| Dante Juárez \| C. Necaxa \| 9 \| \| 1966-67 \| Vicente Pereda \| C. D. Toluca \| 5 \| \| 1967-68 \| Francisco Linares \| C. D. Toluca \| 7 \| \| 1968-69 \| Javan Marinho Carlos Calderón Javier Valdivia \| C. Necaxa C. D. Guadalajara \| 5 \| \| 1969-70 \| Javier Valdivia Alberto Onofre Raúl Gómez Elías Aguilar Jesús Romero Luis Estrada \| C. D. Guadalajara C. F. Torreón C. D. Toluca C. León \| 4 \| \| 1970-71 \| Juan José Valiente \| C. León \| 4 \| \| 1971-72 \| Rafael Borja \| C. Puebla \| 5 \| \| 1973-74 \| Osvaldo Castro \| C. América \| 10 \| \| 1974-75 \| Cabinho \| C. Universidad \| 15 \| \| 1975-76 \| Alfredo Jiménez Ramírez \| Tigres UANL \| 9 \| \| 1987-88 \| Daniel Bartolotta \| C. Puebla \| 5 \| \| 1988-89 \| Daniel Guzmán \| Leones Negros UDG \| 7 \| \| 1989-90 \| Jorge Aravena Sergio Almirón \| C. Puebla Tigres UANL \| 5 \| \| 1990-91 \| Luis Roberto Alves \| C. América \| 9 \| \| 1991-92 \| Germán Martellotto \| C. F. Monterrey \| 6 \| \| 1994-95 \| François Omam-Biyik Richard Zambrano Claudio Morena Ramón Morales Víctor Mora Juan Yáñez \| C. América C. Santos Laguna Leones Negros UDG La Piedad Leones Negros UDG \| 3 \| \| 1995-96 \| Carlos Hermosillo \| Cruz Azul F. C. \| 5 \| \| 1996-97 \| Carlos Hermosillo \| Cruz Azul F. C. \| 9 \| \| APR. 2012 \| Juan Hernández \| Dorados de Sinaloa \| 7 \| \| CLA. 2013 \| Narciso Mina \| C. América \| 8 \| \| APR. 2013 \| Jahir Barraza \| Atlas F. C. \| 6 \| \| CLA. 2014 \| Alan Pulido \| Tigres UANL \| 9 \| \| APR. 2014 \| Andrés Rentería \| C. Santos Laguna \| 6 \| \| CLA. 2015 \| Isaac Díaz Aldo de Nigris Hérculez Gómez Raúl Enríquez \| Chiapas F. C. C. D. Guadalajara C. Puebla Dorados de Sinaloa \| 5 \| \| APR. 2015 \| Jesús Moreno Silvio Torales \| Alebrijes de Oaxaca C. Universidad \| 5 \| \| CLA. 2016 \| Joffre Guerrón \| Cruz Azul F. C. \| 7 \| \| APR. 2016 \| Fernando Uribe \| C. D. Toluca \| 6 \| \| CLA. 2017 \| Rogelio Funes Mori \| C. F. Monterrey \| 7 \| \| APR. 2017 \| Carlos Andrés Sánchez \| C. F. Monterrey \| 4 \| \| CLA. 2018 \| Alexis Canelo \| C.D. Toluca \| 7 \| \| APR. 2018 \| Martín Cauteruccio \| Cruz Azul F. C. \| 6 \| \| CLA. 2019 \| Henry Martín \| C. América \| 5 \| \| 2019-20 \| Vincent Janssen Kevin Castañeda \| C. F. Monterrey Toluca \| 7 \| |                                                                                          |                                                                           |       |
| Temporada | Nombre                                                                                   | Equipo                                                                    | Goles |
| 1942-43 | Horacio Casarín                                                                          | C. F. Atlante                                                             | 11    |
| 1943-44 | Octavio Vial Diego Martínez Enrique Pradere José Miguel Díez Pablo González Saldaña      | C. América C. D. Guadalajara A. D. O. C. D. Veracruz C. D. Guadalajara    | 5     |
| 1944-45 | Arturo Chávez                                                                            | C. Puebla                                                                 | 15    |
| 1945-46 | Norberto Pairoux                                                                         | Atlas F. C.                                                               | 9     |
| 1946-47 | Julio Ayllón                                                                             | U. D. Moctezuma                                                           | 5     |
| 1947-48 | Max Prieto                                                                               | C. D. Guadalajara                                                         | 5     |
| 1948-49 | José Luis Rivera                                                                         | C. D. Oro                                                                 | 4     |
| 1949-50 | José Mercado                                                                             | Atlas F. C.                                                               | 5     |
| 1950-51 | Raúl Altuve                                                                              | C. D. Tampico                                                             | 5     |
| 1951-52 | Jesús Ponce                                                                              | C. D. Guadalajara                                                         | 6     |
| 1952-53 | Edwin Cubero                                                                             | C. Puebla                                                                 | 10    |
| 1953-54 | Juan José Olivero                                                                        | C. León                                                                   | 7     |
| 1954-55 | Salvador Reyes                                                                           | C. D. Guadalajara                                                         | 5     |
| 1955-56 | Juan Carlos Carrera                                                                      | Atlas F. C.                                                               | 7     |
| 1956-57 | Juan Fuentes                                                                             | C. León                                                                   | 5     |
| 1957-58 | Alberto Etcheverry                                                                       | C. León                                                                   | 7     |
| 1958-59 | Alberto Etcheverry                                                                       | C. León                                                                   | 11    |
| 1959-60 | Ricardo Bonelli                                                                          | C. D. Tampico                                                             | 8     |
| 1960-61 | Carlos Carus                                                                             | C. D. Toluca                                                              | 7     |
| 1961-62 | Jesús Marrón Jaime Belmonte                                                              | C. D. Tampico C. Irapuato                                                 | 6     |
| 1962-63 | Salvador Reyes                                                                           | C. D. Guadalajara                                                         | 5     |
| 1963-64 | Javan Marinho Antonio Munguía Jaime Belmonte                                             | C. F. Monterrey C. Necaxa C. Irapuato                                     | 7     |
| 1964-65 | Carlos Miloc                                                                             | Monarcas Morelia                                                          | 6     |
| 1965-66 | Dante Juárez                                                                             | C. Necaxa                                                                 | 9     |
| 1966-67 | Vicente Pereda                                                                           | C. D. Toluca                                                              | 5     |
| 1967-68 | Francisco Linares                                                                        | C. D. Toluca                                                              | 7     |
| 1968-69 | Javan Marinho Carlos Calderón Javier Valdivia                                            | C. Necaxa C. D. Guadalajara                                               | 5     |
| 1969-70 | Javier Valdivia Alberto Onofre Raúl Gómez Elías Aguilar Jesús Romero Luis Estrada        | C. D. Guadalajara C. F. Torreón C. D. Toluca C. León                      | 4     |
| 1970-71 | Juan José Valiente                                                                       | C. León                                                                   | 4     |
| 1971-72 | Rafael Borja                                                                             | C. Puebla                                                                 | 5     |
| 1973-74 | Osvaldo Castro                                                                           | C. América                                                                | 10    |
| 1974-75 | Cabinho                                                                                  | C. Universidad                                                            | 15    |
| 1975-76 | Alfredo Jiménez Ramírez                                                                  | Tigres UANL                                                               | 9     |
| 1987-88 | Daniel Bartolotta                                                                        | C. Puebla                                                                 | 5     |
| 1988-89 | Daniel Guzmán                                                                            | Leones Negros UDG                                                         | 7     |
| 1989-90 | Jorge Aravena Sergio Almirón                                                             | C. Puebla Tigres UANL                                                     | 5     |
| 1990-91 | Luis Roberto Alves                                                                       | C. América                                                                | 9     |
| 1991-92 | Germán Martellotto                                                                       | C. F. Monterrey                                                           | 6     |
| 1994-95 | François Omam-Biyik Richard Zambrano Claudio Morena Ramón Morales Víctor Mora Juan Yáñez | C. América C. Santos Laguna Leones Negros UDG La Piedad Leones Negros UDG | 3     |
| 1995-96 | Carlos Hermosillo                                                                        | Cruz Azul F. C.                                                           | 5     |
| 1996-97 | Carlos Hermosillo                                                                        | Cruz Azul F. C.                                                           | 9     |
| APR. 2012 | Juan Hernández                                                                           | Dorados de Sinaloa                                                        | 7     |
| CLA. 2013 | Narciso Mina                                                                             | C. América                                                                | 8     |
| APR. 2013 | Jahir Barraza                                                                            | Atlas F. C.                                                               | 6     |
| CLA. 2014 | Alan Pulido                                                                              | Tigres UANL                                                               | 9     |
| APR. 2014 | Andrés Rentería                                                                          | C. Santos Laguna                                                          | 6     |
| CLA. 2015 | Isaac Díaz Aldo de Nigris Hérculez Gómez Raúl Enríquez                                   | Chiapas F. C. C. D. Guadalajara C. Puebla Dorados de Sinaloa              | 5     |
| APR. 2015 | Jesús Moreno Silvio Torales                                                              | Alebrijes de Oaxaca C. Universidad                                        | 5     |
| CLA. 2016 | Joffre Guerrón                                                                           | Cruz Azul F. C.                                                           | 7     |
| APR. 2016 | Fernando Uribe                                                                           | C. D. Toluca                                                              | 6     |
| CLA. 2017 | Rogelio Funes Mori                                                                       | C. F. Monterrey                                                           | 7     |
| APR. 2017 | Carlos Andrés Sánchez                                                                    | C. F. Monterrey                                                           | 4     |
| CLA. 2018 | Alexis Canelo                                                                            | C.D. Toluca                                                               | 7     |
| APR. 2018 | Martín Cauteruccio                                                                       | Cruz Azul F. C.                                                           | 6     |
| CLA. 2019 | Henry Martín                                                                             | C. América                                                                | 5     |
| 2019-20 | Vincent Janssen Kevin Castañeda                                                          | C. F. Monterrey Toluca                                                    | 7     |